# Koradacheri
Koradacheri é uma panchayat (vila) no distrito de Thiruvarur, no estado indiano de Tamil Nadu.

## Demografia
Segundo o censo de 2001,  Koradacheri  tinha uma população de 5970 habitantes. Os indivíduos do sexo masculino constituem 50% da população e os do sexo feminino 50%. Koradacheri tem uma taxa de literacia de 75%, superior à média nacional de 59.5%: a literacia no sexo masculino é de 81% e no sexo feminino é de 69%. Em Koradacheri, 11% da população está abaixo dos 6 anos de idade.